# Naucides

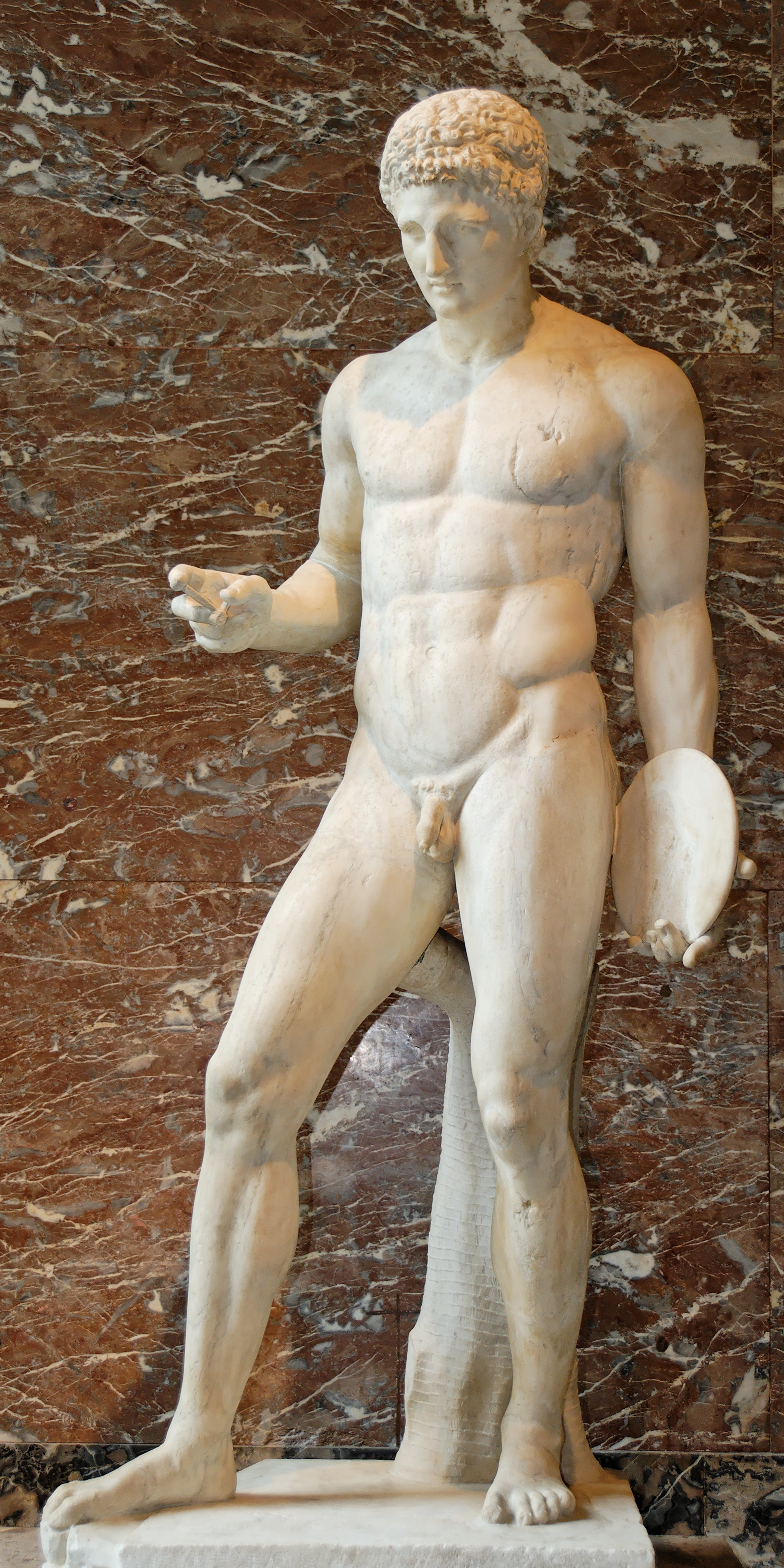
Estatua de Discóforo. Copia de época imperial del original en bronce de Naucides. París, Museo del Louvre Ma 89.

Naucides (en griego: Ναυκύδης, romanizado: Naukydēs, en latín: Naucydes; siglos V-siglo IV a. C.) fue un antiguo escultor griego, activo entre c. 420 y 390 a. C.  y perteneciente a la escuela policletea de primera generación.

## Biografía
Pausanias lo describe como hijo de Motón y hermano de Policleto el Joven, del que además fue maestro.  Su alumno fue también Alipo  Numerosas obras le han sido atribuidas por las fuentes y entre ellas Plinio menciona un Hermes, un discóforo y un sacrificador de carneros. Taciano dice que hizo una estatua de la poetisa Erina, pero esto debe ser un error, ya que no se cree que ella viviera hasta el siglo siguiente. Además hay una Hebe para el Hereo de Argos en técnica crisoelefantina, una Hécate de bronce en el templo de Ilitía en Argos y dos estatuas del luchador Quimón de Argos, estas últimas obras fechables en los últimos 25 años del siglo V a. C.

## El Discóforo

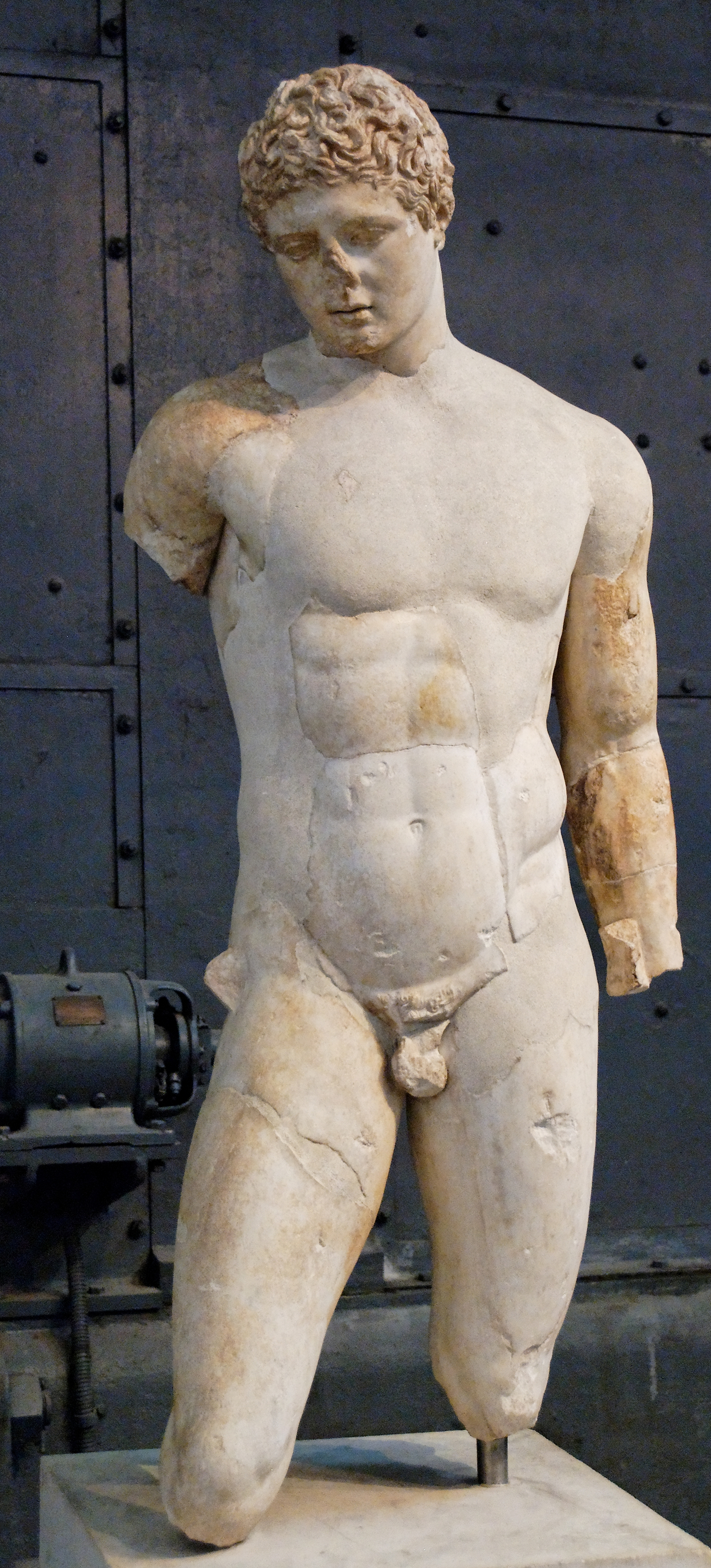
Estatua de Discóforo. Roma, Museos Capitolinos S1865.

La identificación del Discóforo de mármol de los Museos Vaticanos (Sala della Biga 2349, restaurado con una cabeza no pertinente) con la obra de bronce atribuida por fuentes literarias antiguas a Naucides, datada a principios del siglo IV a. C., se remonta a Ennio Quirino Visconti. El ejemplar se conoce por otras copias; la copia de los Museos Capitolinos (Centrale Montemartini, Sala Macchine S 1865), aunque carece de las extremidades, puede haber conservado la frescura del original en el tratamiento del rostro y el cabello. Hay muchos detalles policleteanos, tanto en la estructura del cuerpo, con la acentuación de algunos músculos, como en el modelado y la pose del atleta, derivados del periodo tardío de Policleto, caracterizado por una mayor fluidez en la transición entre planos y una mayor estática.
El joven parece representado en el momento de concentración que precede a la acción; la figura, desinteresada ya del contraposto, se coloca en diagonal, casi invitando al observador a un recorrido en arco a su alrededor para afirmar su tridimensionalidad y presencia en el espacio, superando así la frontalidad e idealización del siglo V a. C.